# Livsmedelsberikning
Livsmedelsberikning innebär att vitaminer eller mineraler tillförs ett livsmedel i syfte att öka dess näringsvärde. Anledning till berikning kan vara att återställa näringsvärde som gått förlorat under beredning, eller för att motverka latenta bristsjukdomar.

## Sverige
I Sverige är det Livsmedelsverket som ger tillstånd att berika livsmedel, men verket är till stor del beroende av den lagstiftning som sker i Europaparlamentet.
År 2018 gällde att vissa baslivsmedel enligt lag måste berikas med A-vitamin och D-vitamin (margarin och matfettsblandningar), eller endast D-vitamin (vissa typer av mjölkprodukter).